# Asociación de Fútbol de las Bahamas
La asociación de Fútbol de las Bahamas (Bahamas Football Association en inglés) es la organización oficial de fútbol de las Bahamas. Fue fundada en 1967 para hombres, mujeres y niños para aprender más sobre el fútbol. Se afilió a la FIFA en el año 1968 y a la Concacaf en 1981. La oficina central está en la capital del país, Nasáu. La federación es también responsable de sus clubs de fútbol y de la selección de fútbol. Es también responsable de la Liga BFA tanto para hombres como para mujeres. La asociación es manejada por Antón Sealey como presidente, junto al consejo de ejecutivos. La oficina central es manejada por Lionel Haven (el secretario general) y la Dirección Técnica dirigida por Paul James.